# Condove
Condove là một đô thị ở tỉnh Torino trong vùng Piedmont, Italia. Đô thị này nằm ở vị trí cách khoảng 30 km về phía tây của Torino. Tại thời điểm ngày 31 tháng 12 năm 2004, đô thị này có dân số 4.500 người và diện tích là 71,3 km².
Condove giáp các đô thị: Usseglio, Viù, Lemie, Bruzolo, Rubiana, Caprie, San Didero, Borgone Susa, Vaie, Sant'Antonino di Susa, và Chiusa di San Michele.